# ماموکا باختادزه
ماموکا باختاتزه (گرجی: მამუკა ბახტაძე) (زاده ۹ ژوئن ۱۹۸۲، تفلیس، گرجستان)، سیاستمدار اهل گرجستان است. وی بین ۲۰ ژوئن ۲۰۱۸ تا ۲ سپتامبر ۲۰۱۹ به عنوان نخست‌وزیر در گرجستان منصوب شد.
در ۱۳ نوامبر ۲۰۱۷، وی به عنوان وزیر دارایی در کابینه گیورگی کویرکاشویلی فعالیت کرد. پس از تصمیم استعفای جورج کویریکاشویلی، وزارت وی مانند سایر اعضای کابینه پایان یافت. وی در رأی‌گیری در پارلمان گرجستان در تاریخ ۲۰ ژوئن ۲۰۱۸، به عنوان نخست‌وزیر جدید این کشور با ۹۹ رای آرا در برابر شش مخالف، آورد.
در تاریخ ۲ سپتامبر ۲۰۱۹، طی بیانیه ای که از حساب شبکه‌های اجتماعی صادر نمود، از پست خود استعفا داد.
پس از ماموکا باختاتزه، گیورگی گاخاریا، که به عنوان معاون نخست‌وزیر فعالیت داشت، به این پست منصوب شد. گفته می‌شود که گاخاریا از تاریخ ۸ سپتامبر ۲۰۱۹ این پست را بر عهده گرفت.